# Unverre
Unverre és un municipi francès, situat al departament de l'Eure i Loir i a la regió de Centre – Vall del Loira. L'any 2007 tenia 1.149 habitants.

## Demografia

### Població
El 2007 la població de fet d'Unverre era de 1.149 persones. Hi havia 466 famílies, de les quals 112 eren unipersonals (52 homes vivint sols i 60 dones vivint soles), 169 parelles sense fills, 157 parelles amb fills i 28 famílies monoparentals amb fills.
La població ha evolucionat segons el següent gràfic:
Habitants censats

### Habitatges
El 2007 hi havia 707 habitatges, 476 eren l'habitatge principal de la família, 173 eren segones residències i 59 estaven desocupats. 695 eren cases i 3 eren apartaments. Dels 476 habitatges principals, 386 estaven ocupats pels seus propietaris, 85 estaven llogats i ocupats pels llogaters i 5 estaven cedits a títol gratuït; 3 tenien una cambra, 36 en tenien dues, 107 en tenien tres, 144 en tenien quatre i 185 en tenien cinc o més. 356 habitatges disposaven pel capbaix d'una plaça de pàrquing. A 239 habitatges hi havia un automòbil i a 199 n'hi havia dos o més.

### Piràmide de població
La piràmide de població per edats i sexe el 2009 era:
| Homes | Edats   | Dones |
| ----- | ------- | ----- |
| 4     | 95 o +  | 1     |
| 1     | 90 a 94 | 1     |
| 6     | 85 a 89 | 3     |
| 3     | 80 a 84 | 8     |
| 35    | 75 a 79 | 29    |
| 15    | 70 a 74 | 44    |
| 35    | 65 a 69 | 39    |
| 28    | 60 a 64 | 26    |
| 11    | 55 a 59 | 12    |
| 45    | 50 a 54 | 17    |
| 33    | 45 a 49 | 21    |
| 39    | 40 a 44 | 46    |
| 46    | 35 a 39 | 45    |
| 42    | 30 a 34 | 37    |
| 23    | 25 a 29 | 23    |
| 21    | 20 a 24 | 19    |
| 30    | 15 a 19 | 26    |
| 50    | 10 a 14 | 34    |
| 20    | 5 a 9   | 46    |
| 16    | 0 a 4   | 28    |

## Economia
El 2007 la població en edat de treballar era de 693 persones, 523 eren actives i 170 eren inactives. De les 523 persones actives 486 estaven ocupades (268 homes i 218 dones) i 37 estaven aturades (15 homes i 22 dones). De les 170 persones inactives 66 estaven jubilades, 52 estaven estudiant i 52 estaven classificades com a «altres inactius».

### Ingressos
El 2009 a Unverre hi havia 506 unitats fiscals que integraven 1.262,5 persones, la mediana anual d'ingressos fiscals per persona era de 16.442 €.

### Activitats econòmiques
Dels 36 establiments que hi havia el 2007, 1 era d'una empresa alimentària, 2 d'empreses de fabricació d'altres productes industrials, 6 d'empreses de construcció, 9 d'empreses de comerç i reparació d'automòbils, 1 d'una empresa de transport, 7 d'empreses d'hostatgeria i restauració, 2 d'empreses financeres, 4 d'empreses de serveis, 1 d'una entitat de l'administració pública i 3 d'empreses classificades com a «altres activitats de serveis».
Dels 14 establiments de servei als particulars que hi havia el 2009, 1 era una oficina bancària, 2 tallers de reparació d'automòbils i de material agrícola, 1 guixaire pintor, 1 fusteria, 3 lampisteries, 1 electricista, 1 perruqueria i 4 restaurants.
Dels 2 establiments comercials que hi havia el 2009, 1 era una botiga de menys de 120 m² i 1 una fleca.
L'any 2000 a Unverre hi havia 82 explotacions agrícoles que ocupaven un total de 4.950 hectàrees.

## Equipaments sanitaris i escolars
El 2009 hi havia una escola elemental.

## Poblacions més properes
El següent diagrama mostra les poblacions més properes.